# Salsola gemmifera
Salsola gemmifera är en amarantväxtart som beskrevs av Viktor Petrovitj Botjantsev. Salsola gemmifera ingår i släktet sodaörter, och familjen amarantväxter. Inga underarter finns listade i Catalogue of Life.